# Carol Bower
Pour les articles homonymes, voir Bower.
Carol Bower est une rameuse américaine née le 9 juin 1956 à Riverside (Californie).

## Biographie
Aux Jeux olympiques d'été de 1984 à Los Angeles, Carol Bower remporte la médaille d'or en huit.